# 岡山県道199号新見停車場線
岡山県道199号新見停車場線（おかやまけんどう199ごう にいみていしゃじょうせん）は、岡山県新見市を通る一般県道である。

## 概要
JR西日本伯備線・姫新線 新見駅と国道180号を結ぶ。
毎年8月に開催される新見ふるさと祭りでは当県道が主会場となり、特設お祭り広場や屋台村が設置される。

### 路線データ
- 起点：岡山県新見市西方（JR西日本伯備線・姫新線 新見駅前）
- 終点：岡山県新見市高尾（高尾交差点、国道180号交点）
- 総延長：0.3 km

## 歴史
- 2006年（平成18年）4月1日 - 県道の管理権限を岡山県から新見市へ移譲[1]。

## 路線状況

### 道路施設

#### 橋梁
- 昭和橋（高梁川、新見市）

## 地理

### 通過する自治体
- 新見市

### 交差する道路
| 交差する道路                    | 交差する場所 | 交差する場所      |
| ------------------------------- | ------------ | ----------------- |
| 岡山県道・鳥取県道8号新見日南線 | 西方         |                   |
| 国道180号                       | 高尾         | 高尾交差点 / 終点 |

### 沿線
- JR西日本伯備線・姫新線 新見駅
- 高梁川
- 新見郵便局